# Ruth Cahn
Ruth Cahn (de nacimiento: Amalie Leontine Cahn Schwarzadler, nacida en Frankfurt am Main en 1875 - fallecida en Frankfurt am Main  en 1966 ) fue una pintora alemana. Está incluida en el círculo de los " Fauves ".

## Vida
Amalie Leontine Cahn Schwarzadler, nació en Frankfurt siendo la única hija de cuatro hermanos: Siegmund Heinrich (1873-1890), Amalie Leontine (1875-1966), Robert Zacharias (1878-1948) y Arthur Isaak (1883-1952). Su familia de origen judío consta establecida en Frankfurt desde muchas generaciones. Su historia se remonta a la casa "Schwarzer Adler" en la Judengasse de Frankfurt; sus primeros antepasados constan admitidos en  la ciudad de Frankfurt ya en 1505. Su padre era consultor en la Cámara de Comercio y propietario de un banco (Heinrich Cahn & Co.) que dirigió con éxito ubicado en la calle Taunusstrasse cerca de la estación central y principal distrito de bancos de la ciudad. Su madre también era descendiente de la extensa rama de banqueros y financieros Goldschmidt presentes en la ciudad desde el siglo XVI. Sus hermanos menores, Robert (Frankfurt am Main 1878 - Barcelona 1948) y Arthur (Frankfurt am Main 1883 - Santiago de Chile 1952), se establecieron también como exitosos empresarios desde jóvenes.
De 1906 a 1912, Ruth Cahn asistió a la academia de mujeres de la Asociación de Artistas de Múnich y estudió allí con Max Feldbauer. 
A principios de la década de 1920, Cahn vivía y trabajaba en la rue Corneille y la rue Saint-Jacques, respectivamente, en las afueras del barrio de Montparnasse en París, donde ya vivía su hermano Robert por negocios. Aquí estuvo en los círculos de Pablo Picasso y Henri Matisse, a quienes se dice que conoció personalmente. En este ambiente creativo, continuó su educación artística con Kees van Dongen y Othon Friesz. Ambos eran para entonces celebridades ya célebres dentro del arte europeo y conocidos como los "Fauves".
Además de ser miembro de la Frankfurter Künstlerbund, en cuyas exposiciones de otoño y primavera participó regularmente durante más de diez años, Ruth Cahn fue miembro de GEDOK, que fue fundada en 1926 como una comunidad de artistas y amantes del arte alemanes y austriacos.
En 1935 se vio obligada a abandonar Alemania debido a la persecución nazi. Se exilió a Santiago de Chile junto su hermano Arthur. Desde entonces no volvió a utilizar el pincel y abandonó la pintura para siempre.
Después de la muerte de su hermano Arthur, Ruth Cahn regresó a Europa. A finales de 1953, se trasladó a Barcelona junto a la familia de su otro hermano Robert. Su deseo de regresar a su ciudad natal siempre fue muy presente y por ello en 1961 regresó a Frankfurt am Main en el mismo barrio en el que vivió. Falleció a los 90 años. La pintora, que alguna vez fue una de las artistas más respetadas de la ciudad, fue enterrada en el Nuevo Cementerio Judío de Frankfurt.

## Trabajos
La mayor parte de las pinturas de Ruth Cahn no sobrevivieron a la agitación de la Segunda Guerra Mundial y la guerra civil española y muchas se consideran perdidas. Las pocas obras existentes solo dan una idea de cómo la artista se ganó el reconocimiento que recibió en la cúspide de su carrera. 
En el transcurso de las últimas décadas, solo se pueden encontrar algunos rastros del trabajo de Ruth Cahn. En 1984, por ejemplo, se subastaron seis óleos en la casa de subastas Arnold de Frankfurt, incluidos retratos de mujeres, desnudos, un autorretrato y una representación de una gitana rusa, todos creados en París. Hasta la fecha, el Museo Judío de Frankfurt ha podido localizar dos de las pinturas a través de búsquedas en medios impresos y en línea. Otro retrato femenino, creado en el pináculo de la producción artística de Cahn, llegó al mercado del arte a principios de la década de 2000 y se subastó por última vez en 2021. El retrato se encuentra ahora en el Museo de Arte de la Generación Perdida de Salzburgo. Otras dos representaciones de mujeres en colores brillantes pertenecen a la colección de arte del exilio Edition Memoria en Hürth. Una vista del estanque Bethmann de Frankfurt se encuentra en la colección de arte de la ciudad; el Museo Histórico de Frankfurt ya había adquirido una pintura del Palmengarten en la década de 1920.

Junto con otras pinturas, incluido un autorretrato, ahora propiedad de los descendientes de Ruth Cahn, estas obras son las únicas pinturas sobrevivientes conocidas del artista. Estas obras se podrán ver en 2022/2023 en la exposición Back into the Light. Cuatro artistas - sus obras. tus caminos en el Museo Judío de Frankfurt.

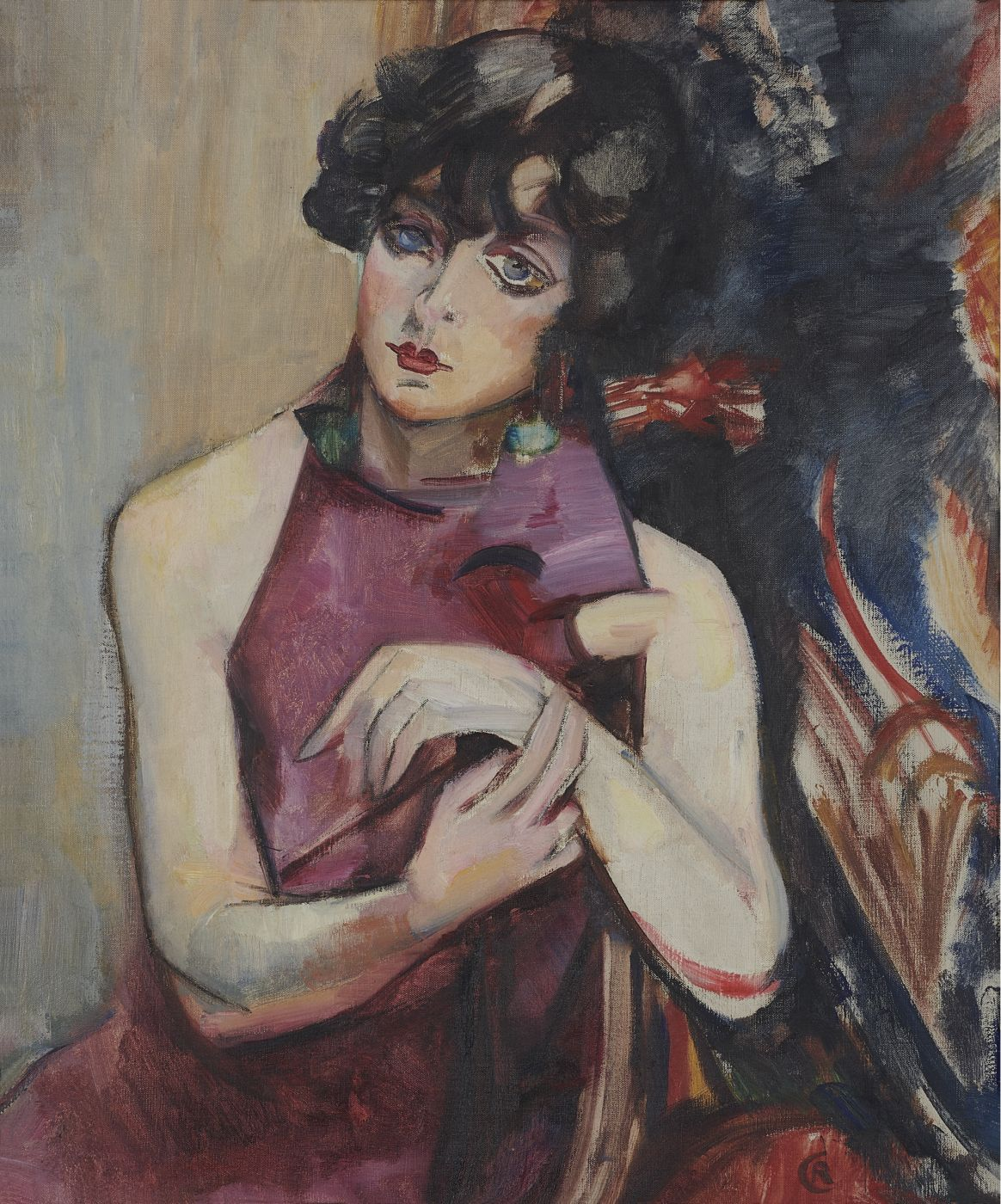
Ruth Cahn, Mujer con vestido morado (estudio de retrato), años 20, colección privada M. Kopp
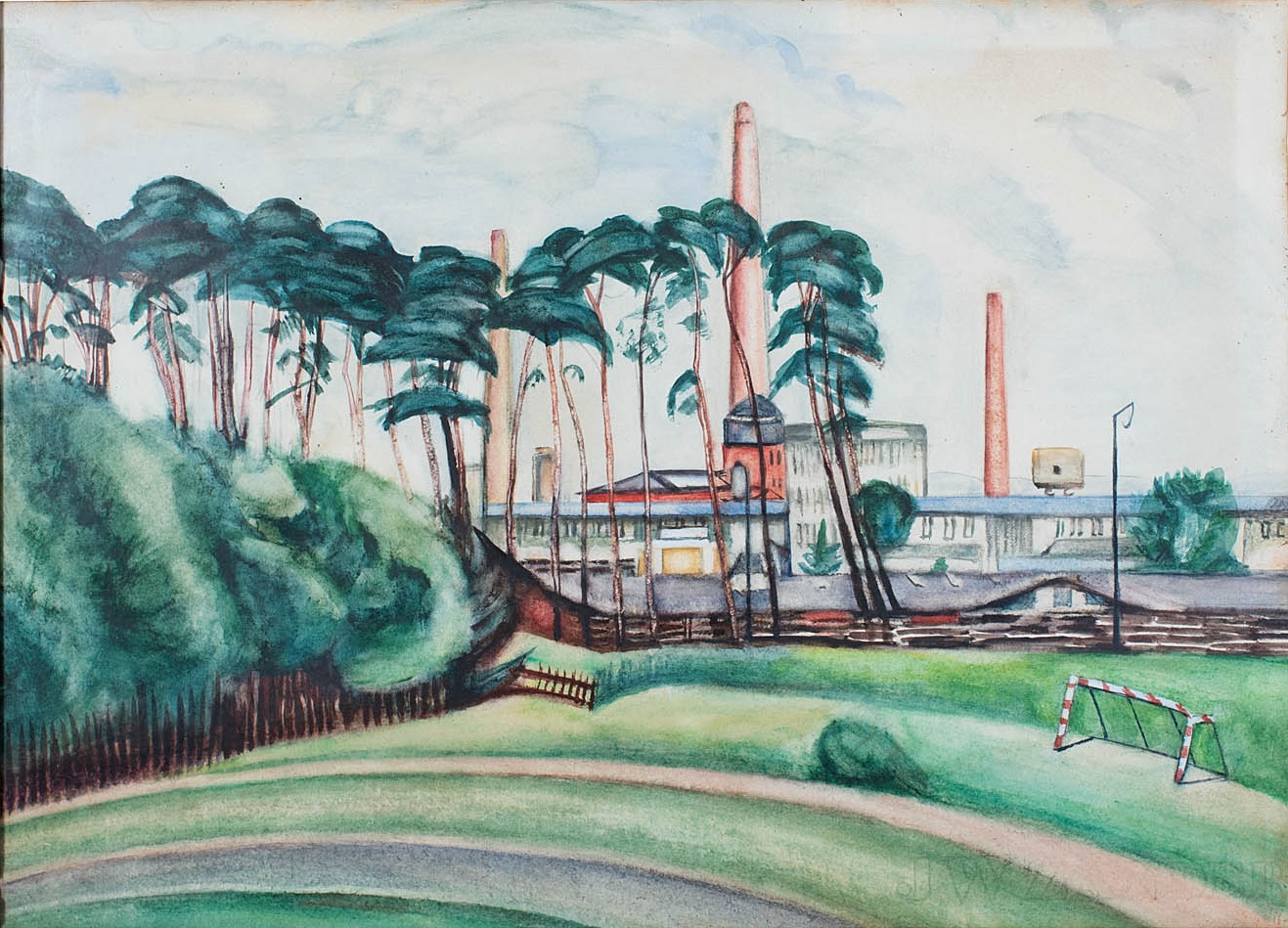
Ruth Cahn (1875-1966), campo de deportes Riederwald Eintracht en Frankfurt am Main, década de 1920, colección privada.
Ruth Cahn, autorretrato, antes de 1935, colección privada.
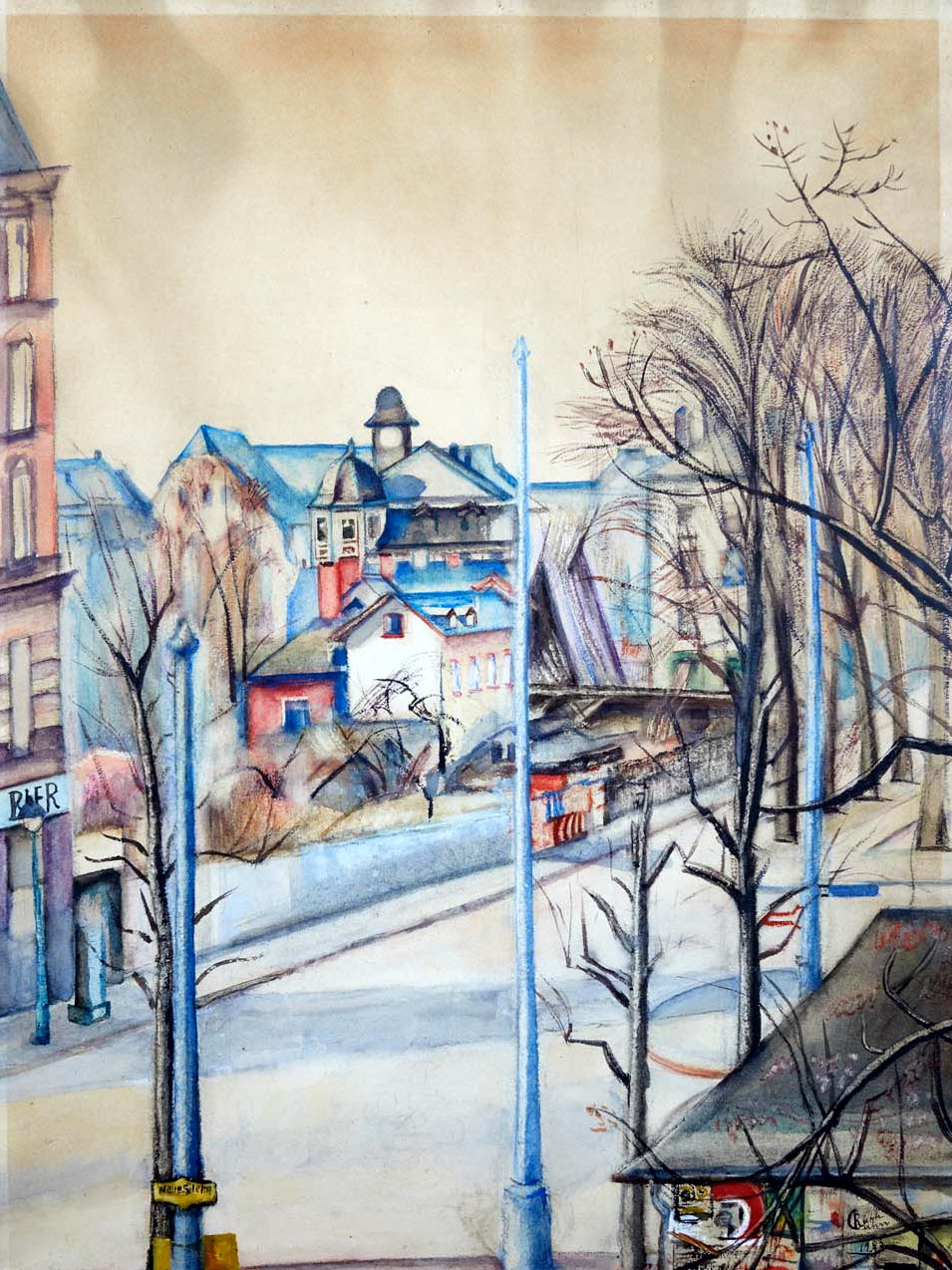
Ruth Cahn, Calle de Frankfurt, 1933. Colección privada.
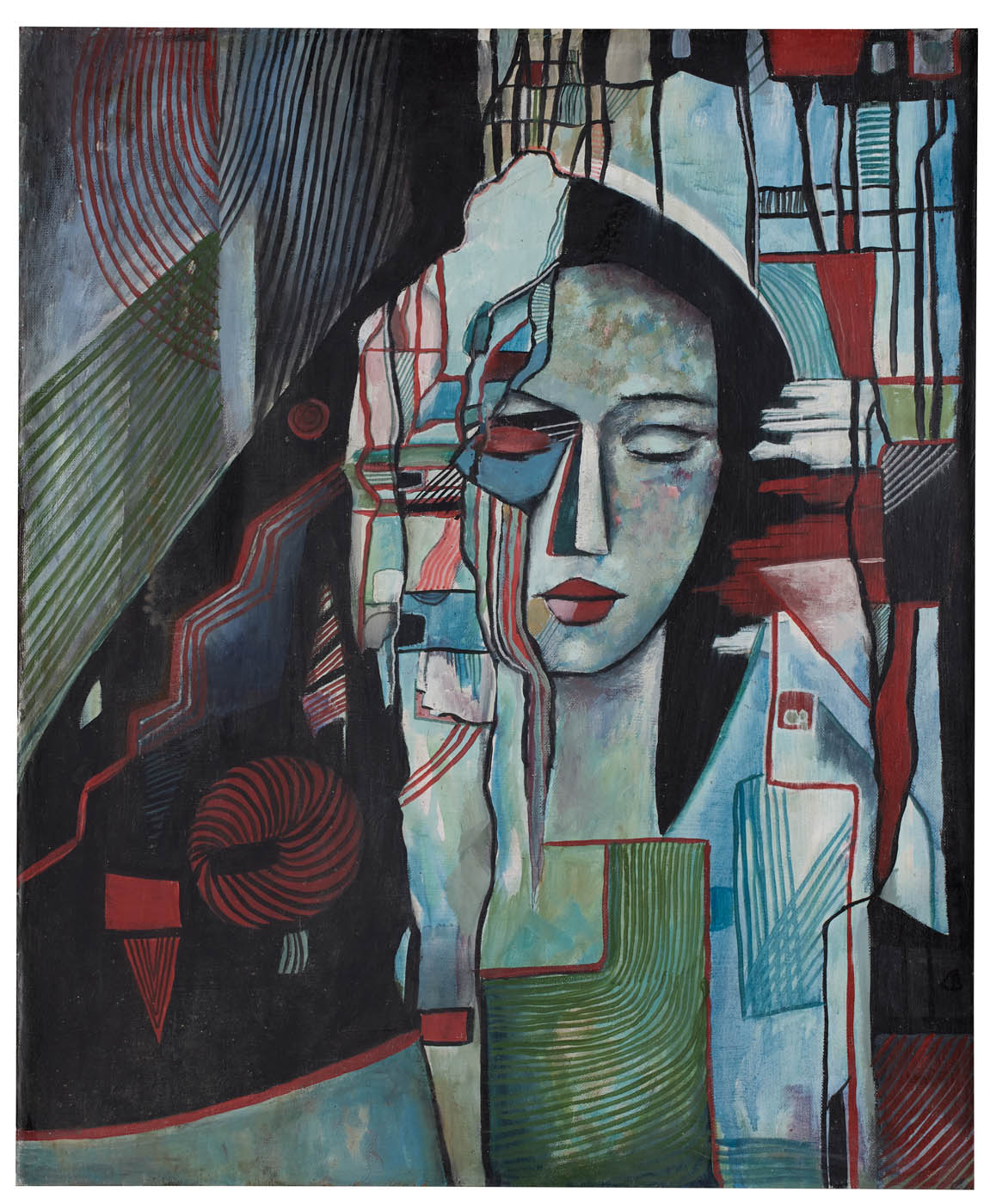
Ruth Cahn (1875–1966), Cabeza de mujer, antes de 1935, Colección de Edition Memoria, Thomas B. Schumann.
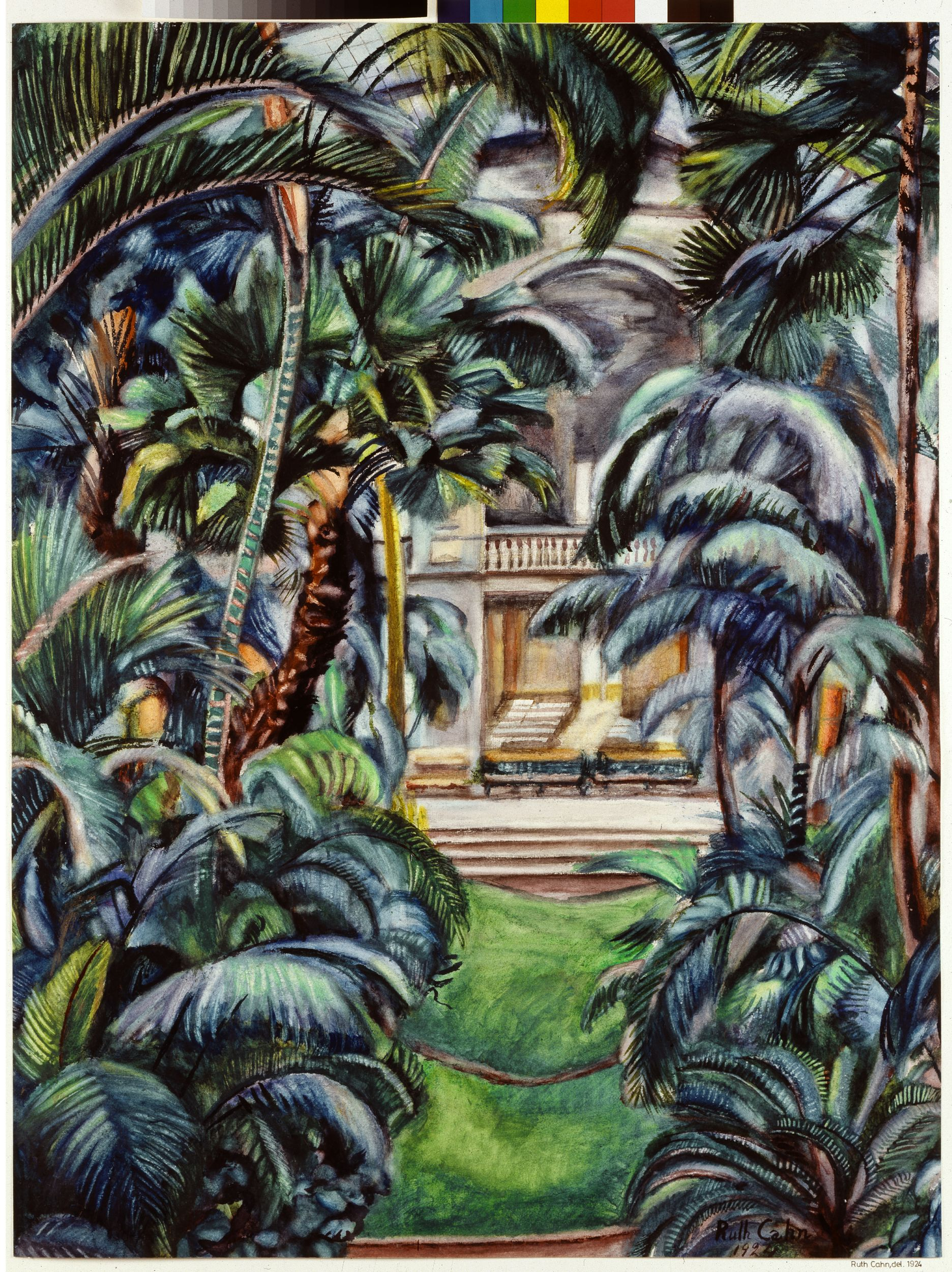
Ruth Cahn, Palmengarten Frankfurt, 1924, Museo Histórico de Frankfurt.
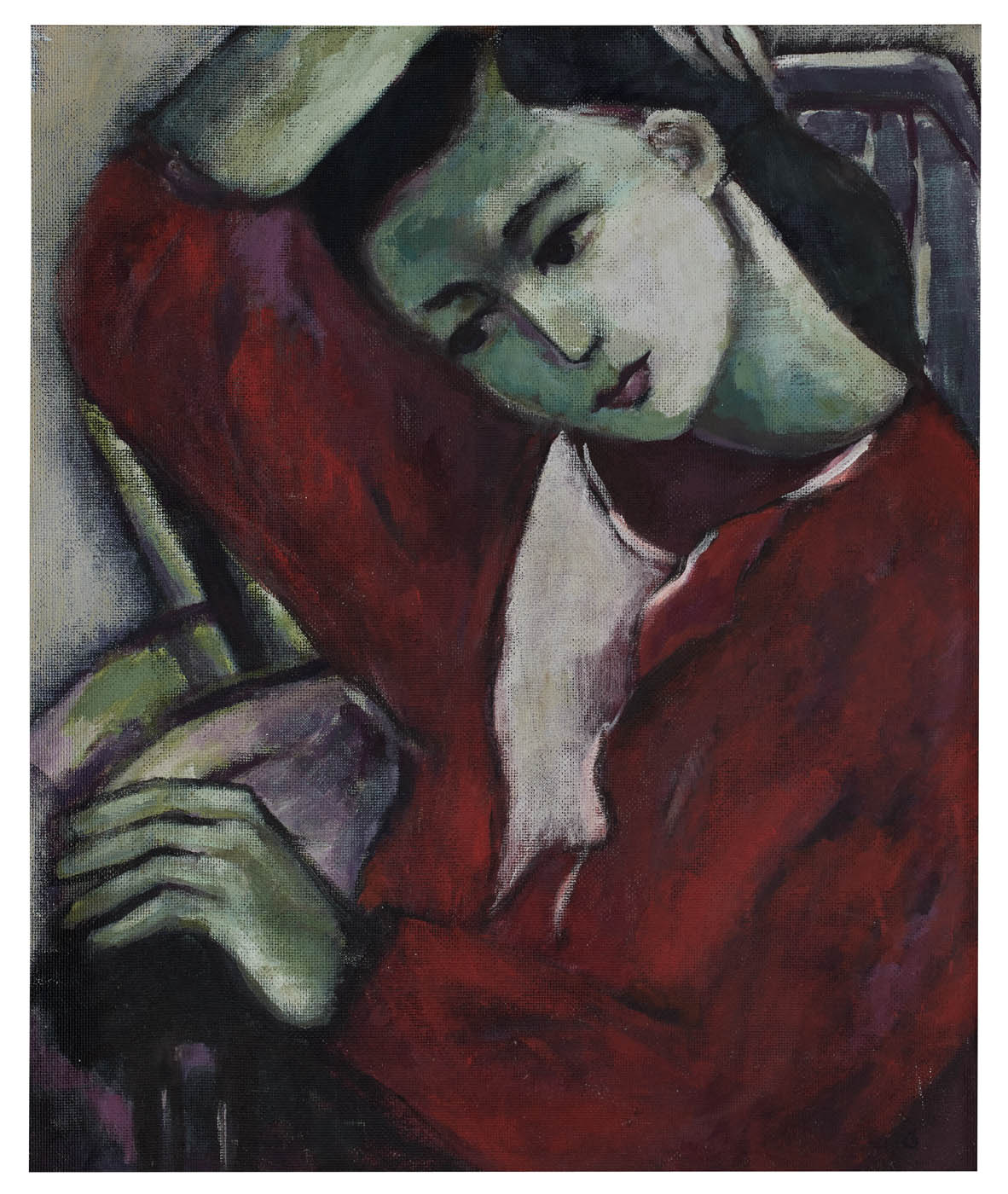
Ruth Cahn, Chica con chaqueta roja, antes de 1935, Colección Edición Memoria, Thomas B. Schumann.
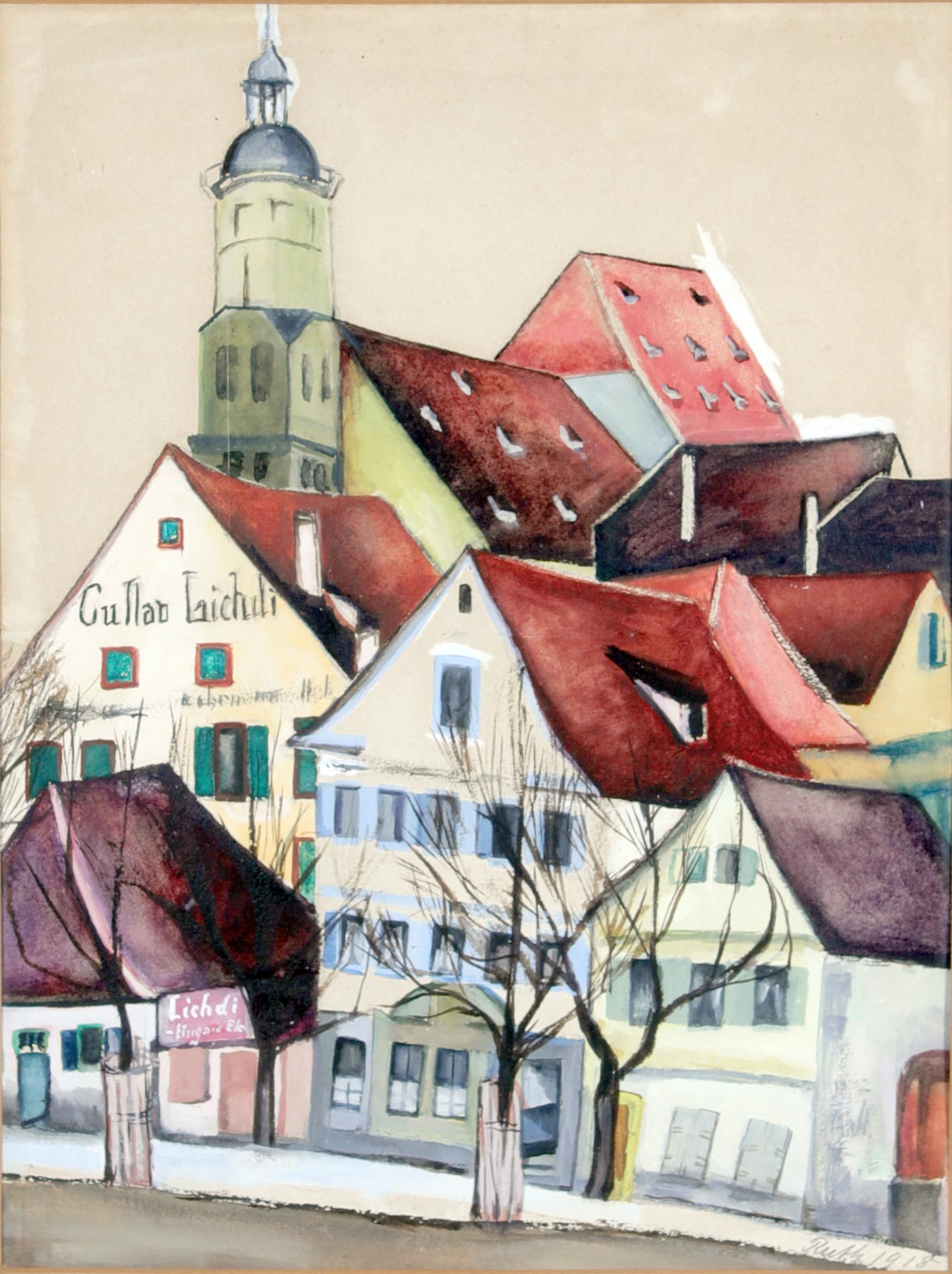
Ruth Cahn, Calle de Frankfurt, 1918. Colección privada.
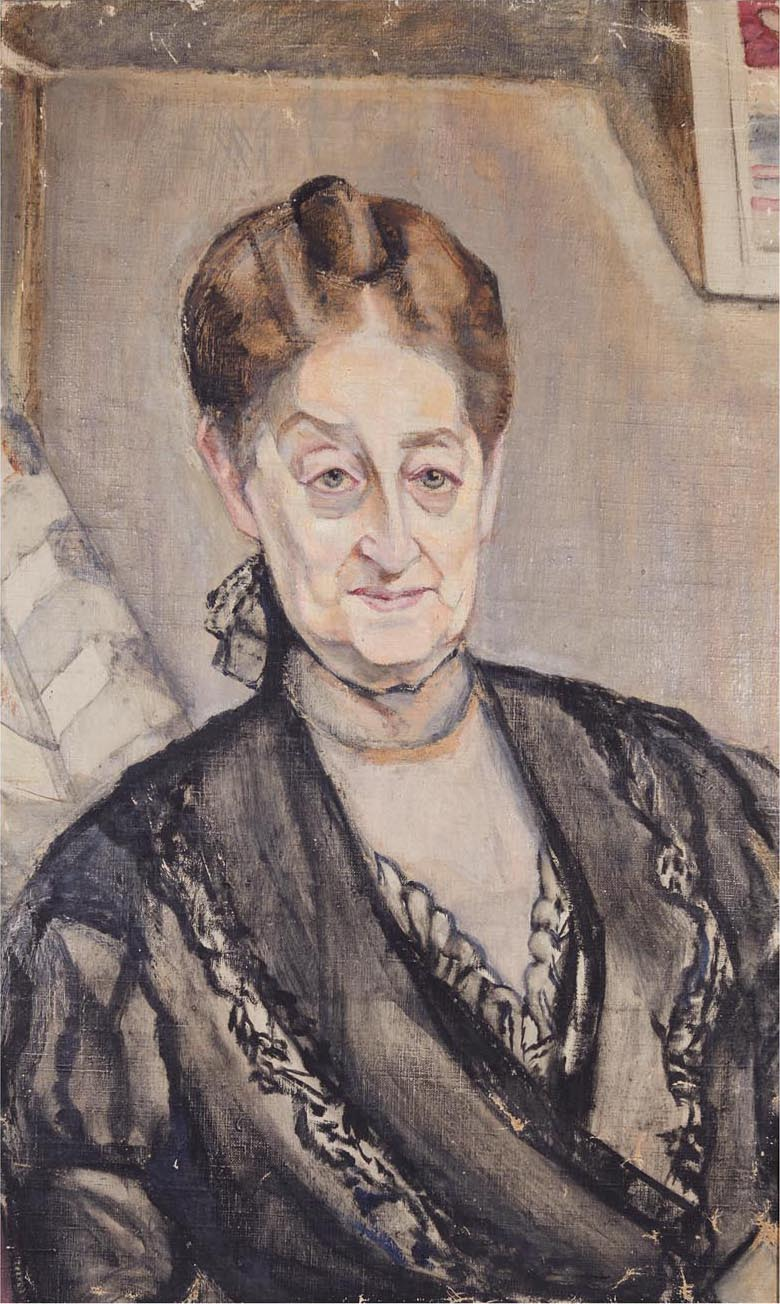
Ruth Cahn, retrato de su madre Leontine Schwarzadler Goldschmidt. Colección privada.

## Exhibiciones
- 1919: Primera exposición en el marchante de arte H. Trittler, Frankfurt am Main
- 1921: Exposición de la Asociación de Artistas de Frankfurt en el Kunstverein, Frankfurt am Main
- 1924: Primera exposición individual en Galeries Dalmau, Barcelona
- 1926: Salón de Arte Ludwig Schames, Fráncfort del Meno
- 1926: Asociación de Artistas, Frankfurt am Main
- 1928: Exposición individual en el Salón de la Jeune Peinture, París
- 1934: Serie de postales con reproducciones de sus obras como parte de un compromiso de ayuda a los artistas de la Kulturbund Rhein-Main
- del 25 de noviembre de 2022: De vuelta a la luz. Cuatro artistas - sus obras. Sus caminos, Museo Judío de Frankfurt

## Literatura
- Dennis Eiler: Ruth Cahn (1875-1966). Una dama entre "salvajes". En: Eva Sabrina Atlan, Mirjam Wenzel (eds. ): De vuelta a la luz. Cuatro artistas - sus obras. tus caminos Kerber Verlag, Bielefeld/Berlín 2022, pp. 97-101.
- Dennis Eiler: Un "salvaje" deja la maleza. En: Eva Sabrina Atlan, Mirjam Wenzel (eds. ): De vuelta a la luz. Cuatro artistas - sus obras. tus caminos Kerber Verlag, Bielefeld/Berlín 2022, pp. 102-105.